# Intel MCS-48

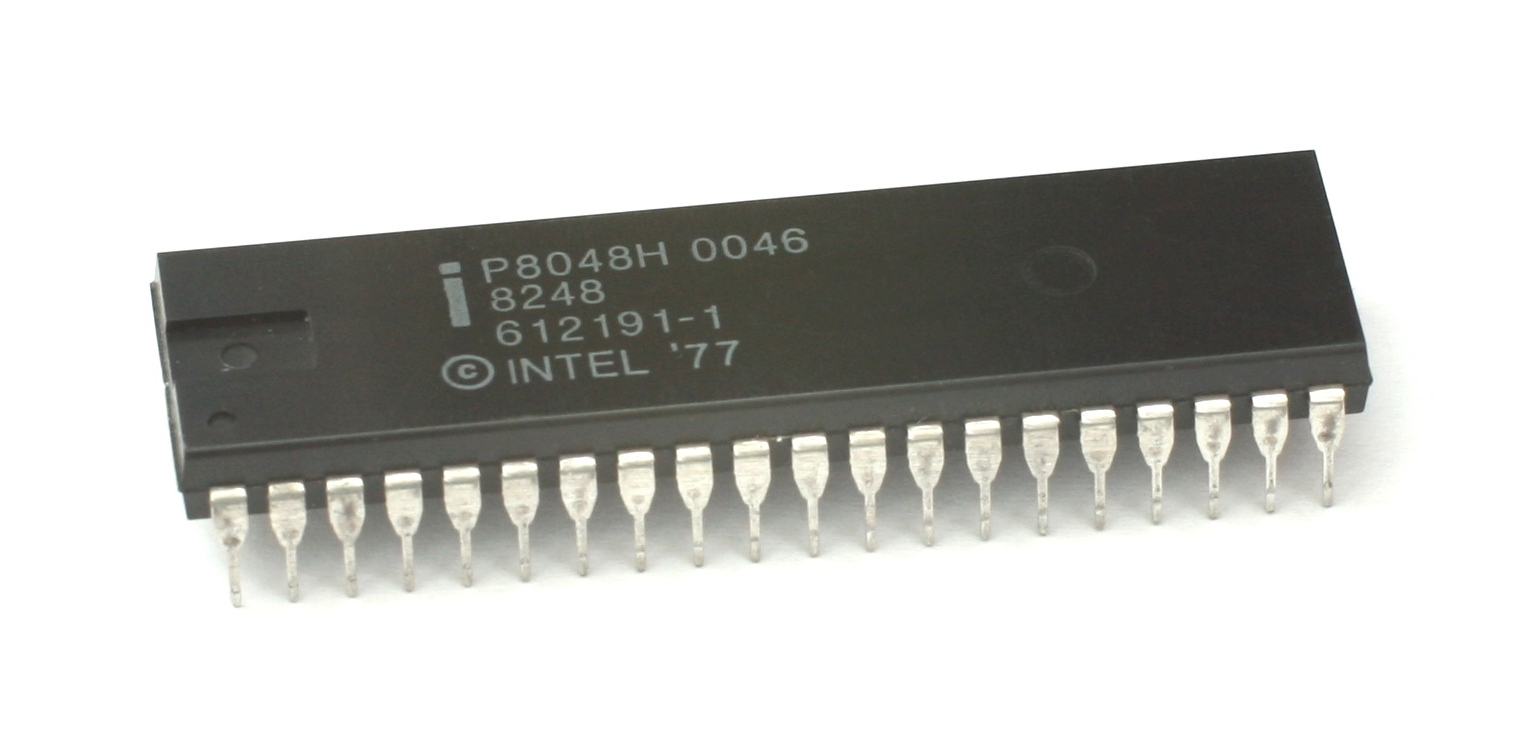
Microcontrolador Intel 8048

La serie de microcontroladores (µC) MCS-48, el primer microcontrolador de Intel, fue lanzada originalmente en 1976. Sus primeros miembros fueron el 8048, el 8035, y el 8748.
La serie MCS-48 tiene una arquitectura Harvard modificada, con una ROM de programa interna o externa y 64-256 bytes de RAM interna (en el chip). La entrada/salida es mapeada en su propio espacio de dirección, separado para programas y datos. El 8048 es probablemente el miembro más prominente de la familia Intel MCS-48 de microcontroladores. Fue inspirada y es algo similar al microprocesador Fairchild F8.
Aunque la serie MCS-48 fue eventualmente reemplazada por el muy popular Intel 8051
, incluso al final del milenio sigue siendo absolutamente popular, debido a su bajo costo, amplia disponibilidad, eficiente conjunto de instrucciones de un byte, y herramientas de desarrollo maduras. Debido a esto, es muy usado en dispositivos de electrónica de consumo de alto volumen como televisores, controles remotos de TV, juguetes, y otros adminículos donde es esencial la reducción del costo.

## Variantes
El 8049 tiene 2 KB de ROM enmascarada, (el 8748 y el 8749 tenían EPROM), que se puede substituir por una ROM externa de 4 KB, así como 128 bytes de RAM y 27 puertos de entrada/salida. El bloque oscilador de los µC divide el reloj entrante en 15 fases internas, así con su cristal de 11 MHz consigue como máximo 0,73 MIPS (de una instrucción por ciclo de reloj). Algunas instrucciones son de un simple byte/ciclo, pero una gran cantidad de opcodes necesita dos ciclos y/o dos bytes, así que el desempeño crudo estaría más cercano a 0,5 MIPS.
Otra variante, el 8035, que no tiene ROM, fue usado en el juego de arcade Donkey Kong de Nintendo. Aunque no era una aplicación típica para un microcontrolador, su propósito era generar la música de fondo del juego.
El Intel 8748 tiene un oscilador de reloj en el chip, 2 timers de 8 bits, 27 puertos de entrada/salida, 64 bytes de RAM y 1 KB de EPROM. Una versión con 2 KB EPROM y 128 bytes de RAM también estaba disponible bajo el número 8749.
```
Dispositivo  Parte interna         Memoria   Comentarios
8020         1K x 8 ROM         64 x 8 RAM   Subconjunto del 8048, 20 pins, solo 13 líneas de I/O
8021         1K x 8 ROM         64 x 8 RAM   Subconjunto del 8048, 28 pins, 21 líneas de I/O
8022         2K x 8 ROM         64 x 8 RAM   Subconjunto del 8048, Convertidor A/D
8035         ninguna            64 x 8 RAM
8039         ninguna           128 x 8 RAM
8040         ninguna           256 x 8 RAM
8048         1K x 8 ROM         64 x 8 RAM
8049         2K x 8 ROM        128 x 8 RAM
8050         4K x 8 ROM        256 x 8 RAM
8748         1K x 8 EPROM       64 x 8 RAM
8749         2K x 8 EPROM      128 x 8 RAM
8648         1K x 8 OTP EPROM   64 x 8 RAM   OTP EPROM de fábrica
```

```
Dispositivo  Parte interna         Memoria   Comentarios
8041         1K x 8 ROM         64 x 8 RAM   
Universal Peripheral Interface
 (UPI)
8041AH       1K x 8 ROM        128 x 8 RAM   UPI
8741A        1K x 8 EPROM       64 x 8 RAM   UPI, Versión EPROM del 8041
8741AH       1K x 8 OTP EPROM  128 x 8 RAM   UPI, Versión OPT EPROM del 8041AH
8042AH       2K x 8 ROM        256 x 8 RAM   UPI
8742         2K x 8 EPROM      128 x 8 RAM   UPI, Versión EPROM
8742AH       2K x 8 OTP EPROM  256 x 8 RAM   UPI, Versión OTP EPROM del 8042AH
```

## Aplicaciones
El 8048 fue usado en la consola de videojuego Magnavox Odyssey², la serie de sintetizadores análogos Korg Trident, el Korg Poly-61, [cita requerida] el Rolan Jupiter-4 y el Roland ProMars.
El teclado original del IBM PC usó un 8048 como su microcontrolador interno. El PC AT substituyó el chip de interfaz periférico Intel 8255 en la dirección de puerto de I/O 60h-63h con un 8042 accesible por los puertos 60h y 64h.  También como manejar la interfaz del teclado el 8042 controló la línea A20 del CPU Intel 80286 del AT, y podría ser comandado por software para resetear el 80286 (a diferencia del 80386 y los procesadores posteriores, el 80286 no tenían ninguna manera de cambiar de modo protegido a modo real excepto al ser reseteado). Sistemas de PC compatibles posteriores integran las funciones del 8042 en sus dispositivos super I/O.

## Literatura
MCS-48
- MCS-48™ Single Component Microcomputer, Applications Seminar Notebook, 1978, Intel Corporation.
- MCS-48™ MICROCOMPUTER USER'S MANUAL, 1978, Intel Corporation.
- Lionel Smith, Cecil Moore: Serial I/O and Math Utilities for the 8049 Microcomputer, Application Note AP-49, January 1979, Intel Corporation.
- A High-Speed Emulator for Intel MCS-48™ Microcomputers, Application Note AP-55A, August 1979, Intel Corporation.
- Phil Dahm, Stuart Rosenberg: Intel MCS-48™ and UPI-41A™ Microcontrollers, Reliability Report RR-25, December 1979, Intel Corporation.
- Microcontroller Handbook, Intel 1984, Order number 210918-002.
- 8-Bit Embedded Controllers, Intel 1991, Order number 270645-003.

UPI-41
- UPI-41A User's Manual, Intel 1980, Order number 9800504-02 Rev. B.
- Microprocessor Peripherals UPI-41A/41AH/42/42AH User's Manual, October 1993, Order number 231318-006, Intel Corporation.
- Johan Beaston, Jim Kahn: An 8741A/8041A Digital Cassette Controller, Application Note AP-90, May 1980, Intel Corporation.